# Olimpius Nemesianus
Nemesianus, teljes nevén Marcus Aurelius Olympius Nemesianus (3. század) carthagói származású római költő.
Didaktikus költeményeket írt Halieutica, Cynegetica és Nautica cím alatt. Ránk maradt egy 425 soros töredék a Cynegeticából, továbbá 4 ecloga, amelyeket sokáig helytelenül Calpurniusnak tulajdonítottak. Talán a Claudianus művei közt található Iaus Herculis is tőle származik.